# Huzhu
Huzhu (léase Ju-Zhu, en chino, 互助; pinyin, Hùzhù; literalmente, ‘ayuda mutua’) es un  condado autónomo bajo la administración directa de la Prefectura Haidong en la Provincia de Qinghai, República Popular China. Su área es de 3348 km² y su población total para 2010 superó los 356 mil habitantes.

## Administración
Desde julio de 2020, el  condado autónomo Huzhu se divide en 19 pueblos que se administran en 8 poblados,  9 villas y 2 villas étnicas.